# Pan Lina
Pan Lina (18 de julho de 1977) é uma ex-futebolista chinesa que atuava como meia.

## Carreira
Pan Lina integrou o elenco da Seleção Chinesa de Futebol Feminino, nas Olimpíadas de 2000. 